# Багз Банні
Багз Банні (англ. Bugs Bunny, букв. Кролик Багз) — вигаданий персонаж американських мультфільмів і коміксів студії Warner Brothers, меткий, безстрашний і трохи нахабний кролик. Його люблять всі, окрім качура Даффі Дака. Створений творчим дуетом режисера Текса Ейвері й аніматора Роберта Мак-Кімсона на студії Warner Brothers, хоча громадська думка досі приписує авторство Чакові Джонсону (працював мультиплікатором на тій же студії). На сьогодні Багз Банні є неофіційним символом компанії Warner Bros., особливо в галузі анімації. Згідно з його біографією, він «народився» в 1938 в Брукліні, Нью-Йорк. Знаменитий пригодами, в яких легко перемагає будь-яких ворогів, а також бруклінським акцентом і фразою «У чому справа, Док?» (англ. What's up, Doc?). Голос і манеру мови персонажа розробив актор озвучування Мел Бланк, який працював над багатьма проєктами Warner Bros. і став першим голосом цього персонажа.

## Походження
Прототипом Багза Банні вважається безіменний кролик, який фігурував у фільмі 1938 року «Porky's Hare Hunt». Режисована Беном Хардавеєм і Колом Далтоном (який не вказаний в титрах, але тим не менше є ініціатором розробки персонажа-кролика), ця стрічка практично повторювала сюжет фільму «Porky's Duck Hunt» режисера Текса Ейвері, що вийшов роком раніше, за тим винятком, що чорний качур був замінений на білого кролика. Персонаж кролика відрізнявся експресивністю й актор Мел Бланк спочатку наділив його голосом і божевільним сміхом, які пізніше використав для озвучення Вуді Вудпекера.
Залишаючись безіменним, кролик в 1939 році з'явився ще у двох стрічках: «Prest-O Change-O» (режисер Чак Джонс) і «Hare-um Scare-um» (спільна режисура Хардавея і Далтона). В останньому мультфільмі колір кролика змінився з білого на сірий. Головний мультиплікатор фільму Чарлі Торсон був першим, хто дав цьому персонажу ім'я. Він написав «Bugs' Bunny» на зразку персонажа, який намалював для Хардавея, маючи на увазі приналежність кролика («кролика Bugs'а»). З часом апостроф і лапки були опущені, прізвисько стало ім'ям власним, і кролик Багз став Багзом Банні.
Історик мультиплікації Джо Адамсон вважає першою офіційною появою Багза Банні на екрані короткометражний мультфільм «A Wild Hare» режисера Текса Ейвері, що вийшов 27 липня 1940 року. Ця стрічка вперше використовувала образ кролика, який з'явився з кролячої нори і запитав мисливця Елмера Фадда: «У чому справа, Док?». Також це була перша зустріч обох персонажів в їх повністю усталеному дизайні. Крім цього, варіант озвучування, використаний Мелом Бланком для Багза в цьому фільмі, пізніше став стандартом і проіснував 49 років (до смерті Бланка в 1989 році).

## Кролик або заєць?

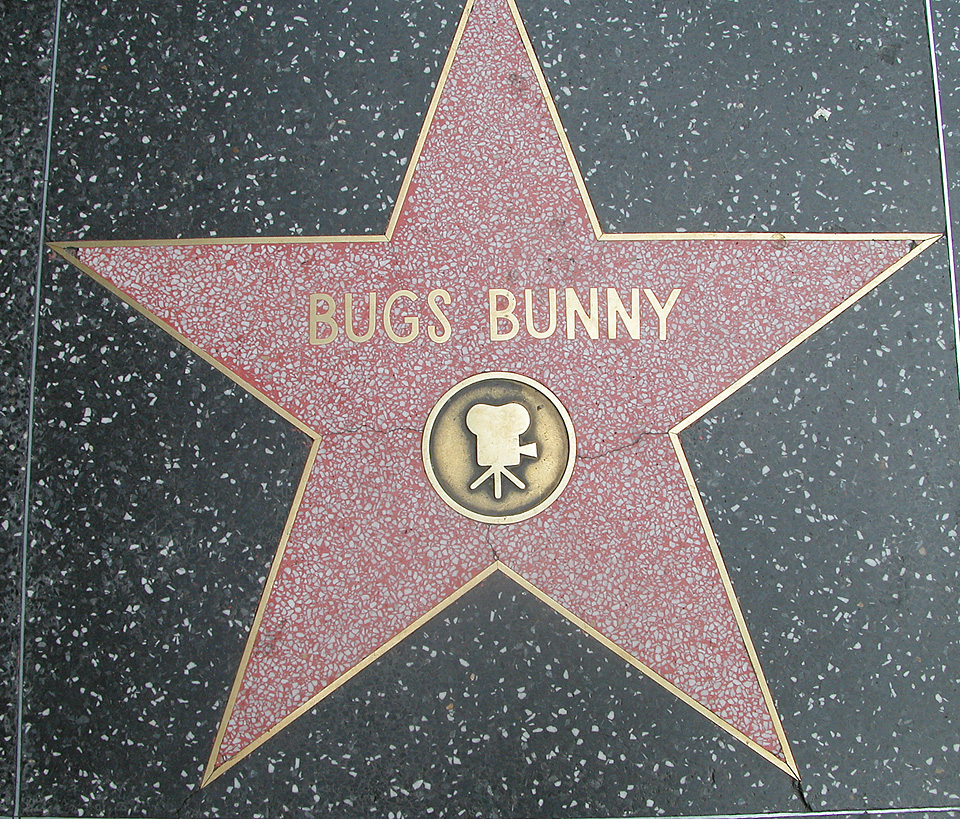
Зірка Багза на Голлівудській алеї слави.

Кролики — загальна назва декількох родів ссавців з сімейства зайцеподібних. Кролики, як правило, виділяються тим, що їх дитинчата народжуються сліпими і без хутра, а також з довшими вухами. Можливо, Багз є зайцем, оскільки в назві деяких мультфільмів фігурує слово заєць. З іншого боку, слово заєць (в англійській мові «hare») дозволяє влаштувати гру слів («hair», «herr» та ін.). Слово «bunny» не дає відповіді на це питання, оскільки цим словом називають молодняк зайцеподібних, проте часто перекладають як кролик.

## Вигадана біографія
Історію життя і піднесення Багза на екрані розповідає він особисто в мультфільмі «What's up, Doc?». Народився він у звичайному пологовому будинку в родині кроликів, чиї імена не згадуються. Вже коли він тільки почав ходити, у нього відкрився талант до музики і він уже професійно грав на піаніно, хоча і на іграшковому. У кілька місяців Багз поступив в танцювальну школу, на шкільних спектаклях його завжди вибирали для демонстрації різних танців. Закінчивши школу, Багз вирішив податися в актори, але спочатку тільки співав у вступному хорі, причому завжди одну й ту ж пісню. Але несподівано захворіла зірка спектаклю, і саме Багза вибрали на заміну. Він в той вечір вичавив з себе все, але ніхто йому не аплодував. Його повернули назад в хор, але Багз звільнився з театру, бо шукав лише гідну роль.

## Стосунки з Лолою
Лола Банні є одним із ключових персонажів, пов'язаних із Багзом Банні, особливо в контексті романтичної лінії. Її дебют відбувся у фільмі «Космічний джем» (1996), де вона вперше постала як нова кохана Багза. Лола зображена як впевнена в собі та харизматична баскетболістка, яка відразу привертає увагу головного героя. Їхні стосунки розвиваються в романтичному руслі й закріплюються сценами взаємного флірту та поцілунком.
У мультсеріалі «Луні Тюнз Шоу» (2011—2014) Лола має дещо змінений образ — вона надмірно балакуча, імпульсивна й ексцентрична. Спочатку Багз сприймає її як дещо надокучливу і «дивакувату», проте згодом приймає її особливості й навіть починає цінувати їх, так само як і в інших своїх друзях, зокрема у Даффі. Протягом мультсеріалу вони стають офіційною парою, і хоча динаміка між ними часто комедійна, стосунки подані як щирі та взаємні.
У фільмі «Космічний джем: Нове покоління» (2021) Лола постає в новому образі — як незалежна та рішуча героїня, яка живе серед амазонок у світі DC Comics. У цій версії взаємодія між нею та Багзом зображена винятково як товариська, без романтичного підтексту.
У мультсеріалі «Looney Tunes Cartoons» (2020) романтична лінія між Багзом і Лолою не розвивається, а сама Лола з'являється лише епізодично.
Образ пари Багза й Лоли також використовувався у рекламних кампаніях. Зокрема, у 2015 році, з нагоди 30-річчя бренду Jordan, компанія Nike випустила дві моделі кросівок: «Air Jordan Mid 1 Hare», натхненну образом Багза, та жіночий варіант «Air Jordan Mid 1 Lola», стилізований під Лолу Банні. Рекламу супроводжував телевізійний ролик за участю Багза та Ахмада Рашада.

## Фільмографія
- 1996 — «Космічний джем» / Space Jam
- 2003 — «Луні Тьюнз знову в справі» / Looney Tunes: Back in Action
- 2021 — «Космічний джем: Нове покоління» / Space Jam: A New Legacy
- Looney Tunes — анімаційний серіал

## Ігрографія

### Ігри з Багзом Банні як головним героєм
- «The Bugs Bunny Crazy Castle» — головоломка для NES, яку випустила Kemko в лютому (на американському ринку в липні) 1989 року.
- «The Bugs Bunny Birthday Blowout» — аркада для NES, яку випустила Kemko до 50-річчя Багза Банні в серпні (на американському ринку у вересні) 1990 року.
- «The Bugs Bunny Crazy Castle 2» — аркада для Game Boy, яку випустили Kemko/Nintendo у вересні 1991 року.
- «Bugs Bunny Rabbit Rampage» — аркада для Super NES, яку випустила Sunsoft в лютому 1994 року.
- «Bugs Bunny in Double Trouble» — аркада для Sega Mega Drive і Sega Game Gear, яку випустила Probe Entertainment Ltd. / Atod AB / SEGA 1996 року.
- «Carrot Crazy» — аркада для Game Boy Color, яку випустила Infogrames Inc. в листопаді 1998 року.
- «Bugs Bunny Crazy Castle 3» — аркада для Game Boy Color, яку випустила Kemko / Nintendo 1999 року.
- «Bugs Bunny: Lost in Time» — аркада для PlayStation і PC, яку випустила Behaviour Interactive / Infogrames Inc. в 1999 році.
- «Bugs Bunny & Taz: Time Busters» — аркада для PlayStation і PC, як випустила Artificial Mind and Movement / Infogrames Inc. 2000 року.
- «Looney Tunes Collector: Alert!» — РПГ для Game Boy Color, яку випустила Infogrames Inc. в червні 2000 року.

### Інші ігри, в яких фігурує Багз Банні
- «Acme Animation Factory» — конструктор мультфільмів для Super NES, яку випустив Sunsoft в листопаді 1994 року.
- «Looney Tunes B-Ball» — спортивний симулятор (баскетбол) для Super NES, яку випустив Sculptured Software, Inc. / Sunsoft в травні 1995 року.
- «Space Jam» — спортивний симулятор (баскетбол) для PC, Sega Saturn і PlayStation, яку випустив Sculptured Software / Acclaim Entertainment в листопаді 1996 року.
- «Looney Tunes Racing» — гоночний симулятор для PlayStation і Game Boy Color, який випустив Infogrames Inc. в листопаді 2000 року.
- «Looney Tunes: Space Race» — гоночний симулятор для Dreamcast і PlayStation 2, який випустив Infogrames Inc. в листопаді 2000 (версія для PS2 вийшла в березні 2002-го).
- «Looney Tunes Collector: Martian Revenge» — РПГ для Game Boy Color, яку випустила Infogrames Inc. в січні 2001.
- «Loons: The Fight for Fame» — файтинг для Xbox, який випустив Infogrames Inc. у вересні 2002.
- «Looney Tunes: Back in Action» — аркада для PlayStation 2, Game Boy Advance і GameCube, яку випустила Warner Bros. Interactive Entertainment / Electronic Arts в листопаді 2003.
- «Looney Tunes: Acme Arsenal» — аркада для Wii, PlayStation 2 і Xbox 360, яку випустили Redtribe / Warner Bros. Games в жовтні 2007.